# Ryde Sogn (Lolland Kommune)
Ryde Sogn 
ist eine Kirchspielsgemeinde (dän.: Sogn)
auf der Insel Lolland im südlichen Dänemark.
Bis 1970 gehörte sie zur Harde Lollands Sønder Herred im damaligen Maribo Amt, danach zur Højreby Kommune im Storstrøms Amt, die im Zuge der  Kommunalreform zum 1. Januar 2007 in der Lolland Kommune in der Region Sjælland aufgegangen ist.
Im Kirchspiel leben 214 Einwohner (Stand: 1. Januar 2023).
Im Kirchspiel liegt die Kirche „Ryde Kirke“.
Nachbargemeinden sind im Norden Søllested-Skovlænge-Gurreby Sogn und Stokkemarke Sogn, im Osten Østofte Sogn, im Süden Skørringe Sogn und Vejleby Sogn und im Südwesten Landet Sogn.